# Честер (Њу Џерзи)
Честер (енгл. Chester) град је у америчкој савезној држави Њу Џерзи.

## Демографија
По попису из 2010. године број становника је 1.649, што је 14 (0,9%) становника више него 2000. године.
| Група             | 2000.         | 2010.         |
| Белци             | 1.477 (90,3%) | 1.344 (81,5%) |
| Афроамериканци    | 13 (0,8%)     | 17 (1,0%)     |
| Азијати           | 28 (1,7%)     | 38 (2,3%)     |
| Хиспаноамериканци | 112 (6,9%)    | 222 (13,5%)   |
| Укупно            | 1.635         | 1.649         |